# Rasid Ikanovic
Rasid Ikanovic (* 27. Mai 2004) ist ein österreichischer Fußballspieler.

## Karriere
Ikanovic begann seine Karriere beim ASK-BSC Bruck/Leitha. Zur Saison 2015/16 wechselte er zum USC Wilfleinsdorf. Im März 2017 schloss er sich dem ASK Ebreichsdorf an. Im September 2017 zog er weiter zum ASK Schwadorf. Im Jänner 2018 wechselte er in die Jugend der SV Schwechat. Im Jänner 2019 wechselte er zum 1. Simmeringer SC. Zur Saison 2020/21 wechselte er zum FCM Traiskirchen.
In Traiskirchen rückte er zur Saison 2021/22 in den Kader der zweiten Mannschaft. Für Traiskirchen II absolvierte er bis zur Winterpause 14 Partien in der siebtklassigen 1. Klasse. Im Jänner 2022 wechselte Ikanovic zu den Amateuren des Floridsdorfer AC. Bis zum Ende der Spielzeit kam er zu zwölf Einsätzen für die Wiener in der fünftklassigen 2. Landesliga. Im März 2023 stand er erstmals im Profikader des Zweitligisten, zum Einsatz kam er in der Saison 2022/23 aber noch nicht. Für die Amateure machte er 28 Spiele.
Im September 2023 gab er dann sein Debüt in der 2. Liga, als er am achten Spieltag der Saison 2023/24 gegen den DSV Leoben in der 86. Minute für Flavio eingewechselt wurde. Insgesamt kam er zu zwei Zweitligaeinsätzen für Floridsdorf.
Im Februar 2025 wechselte er zum viertklassigen ASK Horitschon.